# SN 2006mx
SN 2006mx – supernowa typu Ia odkryta 24 października 2006 roku w galaktyce A200327+0034. W momencie odkrycia miała maksymalną jasność 21,20m.